# کاگو-تسوچی

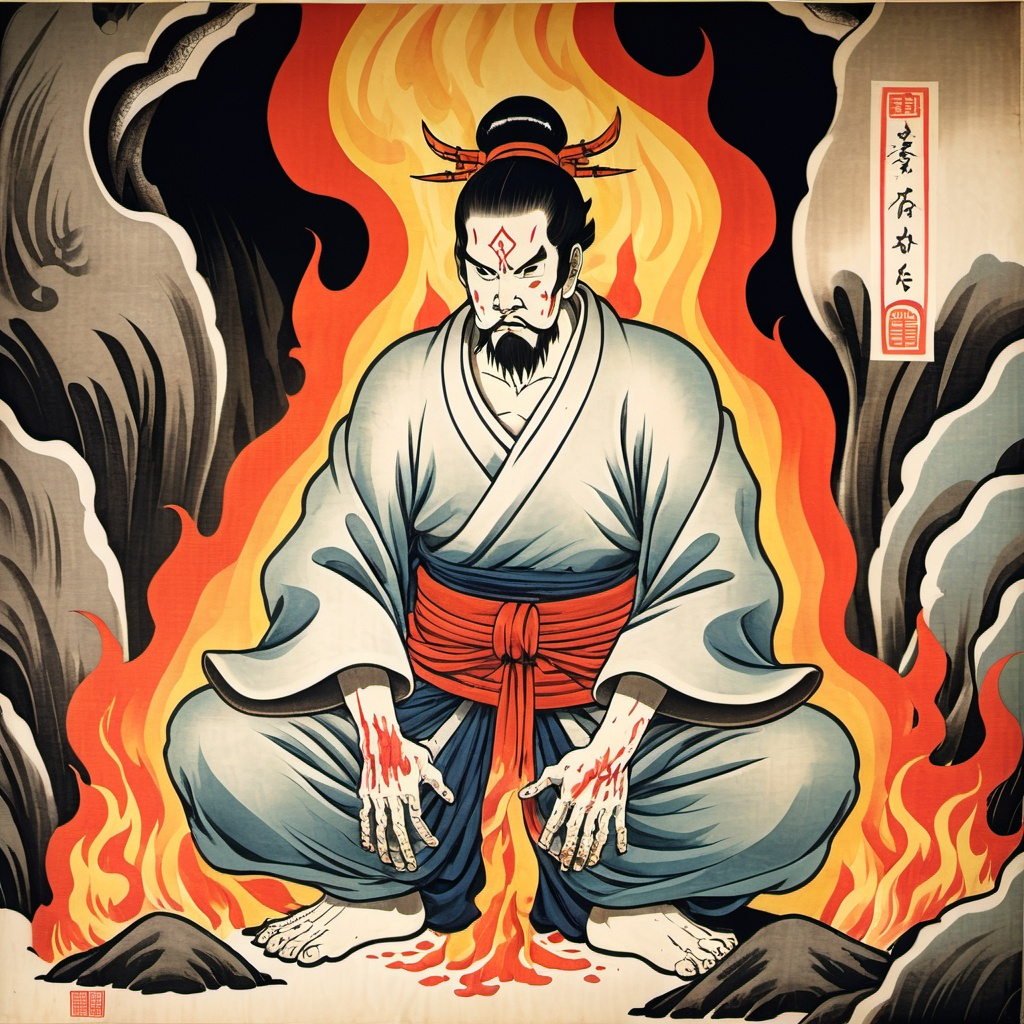
تصویری از هنرمند.

کاگو-تسوچی (به ژاپنی: カグツチ Kagu-tsuchi)، کاگو-تسوچی دختر خدای اژدهای دریایی واتاتسومی و خواهر کوچکتر تویوتاما-هیمه است.